# Lachassagne
Lachassagne és un municipi francès situat al departament del Roine i a la regió d'Alvèrnia-Roine-Alps. L'any 2007 tenia 888 habitants.

## Demografia

### Població
El 2007 la població de fet de Lachassagne era de 888 persones. Hi havia 338 famílies de les quals 56 eren unipersonals (32 homes vivint sols i 24 dones vivint soles), 145 parelles sense fills, 117 parelles amb fills i 20 famílies monoparentals amb fills.
La població ha evolucionat segons el següent gràfic:
Habitants censats

### Habitatges
El 2007 hi havia 380 habitatges, 344 eren l'habitatge principal de la família, 12 eren segones residències i 24 estaven desocupats. 331 eren cases i 48 eren apartaments. Dels 344 habitatges principals, 277 estaven ocupats pels seus propietaris, 58 estaven llogats i ocupats pels llogaters i 9 estaven cedits a títol gratuït; 1 tenia una cambra, 4 en tenien dues, 35 en tenien tres, 70 en tenien quatre i 233 en tenien cinc o més. 294 habitatges disposaven pel capbaix d'una plaça de pàrquing. A 106 habitatges hi havia un automòbil i a 227 n'hi havia dos o més.

### Piràmide de població
La piràmide de població per edats i sexe el 2009 era:
| Homes | Edats   | Dones |
| ----- | ------- | ----- |
| 0     | 95 o +  | 0     |
| 0     | 90 a 94 | 0     |
| 4     | 85 a 89 | 4     |
| 16    | 80 a 84 | 0     |
| 4     | 75 a 79 | 20    |
| 4     | 70 a 74 | 8     |
| 4     | 65 a 69 | 4     |
| 36    | 60 a 64 | 32    |
| 32    | 55 a 59 | 24    |
| 40    | 50 a 54 | 48    |
| 44    | 45 a 49 | 32    |
| 24    | 40 a 44 | 32    |
| 20    | 35 a 39 | 24    |
| 12    | 30 a 34 | 16    |
| 32    | 25 a 29 | 32    |
| 20    | 20 a 24 | 16    |
| 24    | 15 a 19 | 28    |
| 16    | 10 a 14 | 20    |
| 40    | 5 a 9   | 8     |
| 20    | 0 a 4   | 12    |

## Economia
El 2007 la població en edat de treballar era de 571 persones, 421 eren actives i 150 eren inactives. De les 421 persones actives 403 estaven ocupades (216 homes i 187 dones) i 18 estaven aturades (7 homes i 11 dones). De les 150 persones inactives 73 estaven jubilades, 39 estaven estudiant i 38 estaven classificades com a «altres inactius».

### Ingressos
El 2009 a Lachassagne hi havia 335 unitats fiscals que integraven 884 persones, la mediana anual d'ingressos fiscals per persona era de 25.792 €.

### Activitats econòmiques
Dels 45 establiments que hi havia el 2007, 1 era d'una empresa alimentària, 1 d'una empresa de fabricació d'altres productes industrials, 5 d'empreses de construcció, 11 d'empreses de comerç i reparació d'automòbils, 1 d'una empresa de transport, 1 d'una empresa d'hostatgeria i restauració, 2 d'empreses d'informació i comunicació, 6 d'empreses financeres, 4 d'empreses immobiliàries, 11 d'empreses de serveis, 1 d'una entitat de l'administració pública i 1 d'una empresa classificada com a «altres activitats de serveis».
Dels 7 establiments de servei als particulars que hi havia el 2009, 1 era un taller de reparació d'automòbils i de material agrícola, 1 autoescola, 1 paleta, 1 fusteria, 1 lampisteria, 1 restaurant i 1 agència immobiliària.
Dels 3 establiments comercials que hi havia el 2009, 1 era una botiga de menys de 120 m², 1 una fleca i 1 una botiga de mobles.
L'any 2000 a Lachassagne hi havia 11 explotacions agrícoles que ocupaven un total de 154 hectàrees.

## Equipaments sanitaris i escolars
El 2009 hi havia una escola elemental.

## Poblacions més properes
El següent diagrama mostra les poblacions més properes.